# Napolizm: a Fresh Collection of Neapolitan Rap
Napolizm: a Fresh Collection of Neapolitan Rap è una raccolta contenente brani di molti dei maggiori esponenti del rap napoletano.

## Descrizione
L'album è stato prodotto e pubblicato nel 2005 dalla POLEMICS Recordings, etichetta discografica di New York fondata da Alberto Cretara in arte Polo.
È stato seguito dal documentario Napolizm: Vol. 2 e dalla raccolta eponima.

## Tracce
1. La Famiglia – Priann' e pazziann'
2. Co'Sang – Int'o rione
3. 13 Bastardi – Nun è dett
4. Alea – Ghetto
5. Speaker Cenzou – La prima regola
6. Capeccapa – Strane storie 'e strada
7. Fuossera – Pnzier pesant (feat. Co'Sang)
8. Clementino – L'età re' tass (Perrone Remix)
9. P.A.V.M. – E pur kest
10. Dal Basso – Ancora dal basso
11. Puazze Crew – Se po' fa' (feat. Fuossera)
12. 081 Subsound – Questioni di flow
13. Domasan – Cosa hai imparato oggi?